# ارنست ویتی
ارنست ویتی (انگلیسی: Ernest Witty; ۳۱ اوت ۱۸۸۰ – ۱ آوریل ۱۹۶۹) بازیکن فوتبال اهل اسپانیا بود.
از باشگاه‌هایی که در آن بازی کرده‌است می‌توان به باشگاه فوتبال بارسلونا اشاره کرد.